# Filarmónica de Vila Nova de Anha
A Filarmónica de Vila Nova de Anha é uma banda de música sediada no Centro Social Paroquial da freguesia de Vila Nova de Anha, no concelho de Viana do Castelo, Portugal.

## História
Nos anos 1950 existira já uma banda nesta freguesia, denominada de Banda de Música da Casa do Povo de Anha. Tal banda 
manteve-se em actividade até meados dos anos 60, acabando por se extinguir devido aos fortes problemas, essencialmente políticos, que se faziam sentir.
Nos anos 90 fora aberta a Escola de Música, tendo-se posteriormente formado a Orquestra Ligeira do Centro Social e Paroquial de Vila Nova de Anha, cuja direcção artística pertenceu até ao mês de Novembro de 2011, a Francisco Lima.
A 10 de Outubro de 2009, em reunião de Direcção do Centro Social Paroquial é apresentada uma proposta para a criação de uma Filarmónica no Centro Social Paroquial de Vila Nova de Anha. De imediato foi nomeado o seu Vice-Presidente da Direcção da Instituição como Presidente da nova estrutura a criar, a qual veio a ser integrada no Departamento Cultural e Recreativo criado. Em duas reuniões preparatórias de constituição de Direcção e Regulamentos, respectivamente em 19 e 23 de Outubro de 2009, nas quais participaram os pais dos alunos da escola que se mostraram disponíveis.  Em reunião de Departamento a 3 de Novembro de 2009, foi aprovada a proposta de Regulamento do Departamento Cultural de Recreativo do Centro Social Paroquial de Vila Nova de Anha, para ser presente em reunião de Direcção do Centro Social Paroquial e ser aprovado e posto em prática. Foi também aprovado, como director artístico o maestro Francisco Lima. Assistiu-se ao nascimento desta banda filarmónica, que vem reforçar as ligações desta freguesia à música. 
A apresentação da Filarmónica de Vila Nova de Anha ao público decorreu no dia 7 de Março de 2010.
O seu primeiro ano de serviço à música ficou marcado, além dos restantes serviços notórios, pela sua deslocação a Santiago de Compostela, num desfile dinamizado pela “Viana Festas” e pela Câmara Municipal de Viana do Castelo, pela presença na romaria da Nossa Senhora da Agonia em Viana do Castelo, a maior romaria do país, e nas festividades da sua terra. 
No dia 2 de Janeiro de 2011, juntamente com o Coral Polifónico de Viana do Castelo e com o grupo Latem Quintet, protagonizou um Concerto de Ano Novo no Teatro Municipal Sá de Miranda.
A partir de Janeiro de 2012, a direcção artística e de maestro, passou a ser assumida por Paulo Veiga.   

Natural de Vila do Conde (1979) iniciou os seus estudos musicais aos 17 anos. 
Em 1999 ingressou na Escola de Música da Póvoa de Varzim, onde teve como professores João Vaz, Sérgio Moreira, Manuel Nunes e Manuel Queiroz. 
Obteve os graus de Bacharelato e Licenciatura pela Escola Superior de Música e das Artes do Espectáculo do Porto na classe do Professor Kevin Wauldron e o grau de Mestrado pela Universidade de Aveiro – Departamento de Comunicação e Arte, sob orientação do Professor Doutor Jorge Salgado Correia. Presentemente encontra-se a preparar a sua progressão académica em Doutoramento, continuando a desenvolver a sua pesquisa sobre compositores portugueses e repertório para trompete séc. XIX e XX.
Paralelamente complementou a sua formação artística frequentando masterclasses com os professores Reinhold Friedrich, Kevin Wauldron, Charles Butler, Garry Farr, António Quítalo, John Aigi Hurn, Guy Touvron, Rex Richardson, Robert Civiletti, Luiz Gonzalez Martí, Häkan Hardenberger, Allen Vizzutti e com o quinteto de metais Spanish Brass – Luur Metals. A oportunidade de desenvolver trabalho na área da direcção de orquestra de sopros, já levou a que participasse em masterclasses com o maestro Fernando Marinho. 
Apresentou-se em recitais a solo, música de câmara e orquestra nas principais salas portuguesas e festivais internacionais de música, o que o levou a actuar já em vários países como Espanha, Itália, Canadá, França, Suíça, Mónaco, Bélgica, Brasil e Estados Unidos da América. 
Das várias formações orquestrais e de câmara que já integrou, teve a oportunidade de trabalhar sob a batuta dos maestros Paulo Martins, Kevin Wauldron, Jan Cober, Robertas Severnikas, António Saiote, José Rafael Pascual-Vilaplana, Cesário Costa, Alberto Roque, Osvaldo Ferreira, Yuri Nasushkin, Martin André, entre outros. 
Foi por diversas vezes convidado a participar em vários eventos juntamente com compositores portugueses actuando na estreia das suas obras, o que já o levou a gravar para a editora Numérica e em directo para a Antena 2. O compositor Jorge Salgueiro dedicou-lhe a sua Terceira Tocata para Trompete Solo. 
Actualmente exerce as funções de docente na Escola de Música da Póvoa de Varzim, onde é responsável pelas classes de Trompete e Orquestra de Sopros, sendo também director artístico do Concurso de Trompete de Póvoa de Varzim, desde a sua criação. 
Como tudo na vida nada é estático e o Maestro Paulo Veiga deixa a direção artística desta Filarmónica no seu 4º. aniversário em
cerimónia na Igreja Matriz de Vila Nova de Anha, dá-se a transição de poderes, passando a assumir a partir de 19 de outubro de 2013, a Direção Artística da Filarmónica de Vila Nova de Anha, o Maestro ANTÓNIO FERREIRA Nasceu a 5 de Janeiro de 1983, em Vermoim - Maia. Iniciou os seus estudos musicais, em clarinete, aos 11 anos com o seu pai Augusto Ferreira. Mais tarde aperfeiçoou-se com o professor e clarinetista, Carlos Ferreira. Foi admitido no Conservatório Nacional de Musica do Porto em 1998, onde fez a sua formação musical, na classe do professor Adam Wiezba. Nessa altura integrou a Orquestra de Sopros do mesmo conservatório, sob a direcção do maestro António Baptista, tendo participado em inúmeros concertos. Como instrumentista tem-se dedicado a Orquestras de Sopros, Bandas Filarmónicas e Música de Câmara. Tendo-se apresentado com diversas formações, tanto em Portugal como no estrangeiro. Participou, também, em Master Classes de Clarinete com os professores Carlos ferreira, Moreira Jorge e Adam Wiezba. Estudou Direção Coral com os professores Mário Mateus e Manuel Vilas Boas. Fundou, em 2004, a Orquestra Sacra de Sopros da qual é Diretor Artístico. Foi um dos fundadores e elemento do Quarteto de Clarinetes MUSI4, entre 2001 e 2005. Demonstrando desde muito cedo o interesse pela Direção de Orquestra estagiou e trabalhou com alguns maestros nacionais e internacionais: Com os maestros portugueses, Major Jacinto Montezo, Henrique Piloto, Mário Mateus, Avelino Ramos, Francisco Ferreira e José Eduardo Gomes. Com os maestros espanhóis, José Ignacio Matias Petit, José Rafael Pascual Vilaplana e Rafael Agulló Albors. Com o maestro e compositor belga, Jan Van Der Roost. Com o maestro inglês Douglas Bostock. Com o maestro holandês Jan Cober. Com o maestro e compositor italiano Carlo Pirola e com o maestro norte- americano, Eugene Migliaro Corporon onde teve a oportunidade de dirigir algumas orquestras como a Orquestra de Câmara do Conservatório Superior de Música de Gaia, a Orquestra de Sopros do Conservatório de Música de Fornos, o Coro de Câmara da Escola Superior de Educação, entre outras. Como Diretor Musical, apresentou-se em salas como Casa da Música, Europarque, Auditório do Fórum Maia, Auditório da Casa do Povo de Vermoim, Auditório da Aula Magna da UTAD entre outras. Frequentou o 1º ano de Licenciatura em Direção de Orquestra e Coral no Conservatório Superior de Musica de Gaia, na classe do professor Mário Mateus. Enquanto maestro convidado, e a convite do Conservatório Regional de Música de Vila Real, foi o orientador do I Estágio da Orquestra de Sopros neste mesmo Conservatório. Foi Também convidado para orientar o I Estágio de Orquestra de Sopros na Banda Filarmónica de Vila Nova de Anha. É também convidado, com alguma regularidade, para dirigir alguns Coros de Música Litúrgica no concelho da Maia, onde foi maestro do Coro Jovem da paróquia de São Romão de Vermoim-Maia. É Diretor Artístico e Maestro Principal da Orquestra Filarmonia de Vermoim, desde 2006. Foi docente na área da Musica nas AEC (Atividades de Enriquecimento Curricular), na Câmara Municipal da Maia entre 2008 e 2013. Atualmente exerce a profissão de Docente na área da música na Escola MAIORFF. Concluiu o Curso de Formador (CAP) – Certificado de Aptidão Pedagógica – em Música. Futuros projetos incluem concertos com a Orquestra Filarmonia de Vermoim, Filarmónica de Vila Nova de Anha, estágios com orquestras de sopros (maestro convidado), entre outros

## Constituição
Actualmente a banda dispõe de 58 músicos, sendo a faixa etária predominante situada nas camadas mais jovens